# Wollmetshofen
Wollmetshofen ist eine Rodesiedlung und ein Kirchdorf sowie ein Gemeindeteil des Marktes Fischach im schwäbischen Landkreis Augsburg in Bayern.
Zur gleichnamigen Gemarkung gehören auch Schloss Elmischwang und die Einöde Sägmühle, sowie direkt gegenüber der Kleinstweiler Lehnersberg. Wollmetshofen liegt an der Neufnach in der Hügellandschaft Stauden.

## Geographie

### Geographische Lage
Wollmetshofen liegt in den Stauden, welche wiederum im Naturpark Westliche Wälder liegen. Diese sanfte Hügellandschaft verschafft Wollmetshofen eine leichte Hanglage. Der nordwestliche Teil des Dorfes liegt um circa 20 Meter höher als der Ortsteil im Südosten Richtung Neufnach.
Der Bärenbach fließt im äußersten Süden der Gemarkung in die Neufnach, welche sich zwar südöstlich der Ortschaft, aber teilweise nördlich der Gleise der Bahnstrecke Gessertshausen–Türkheim, sowie des Schlosses Elmischwang nach Fischach schlängelt. Im Ort selber und bei der Sägmühle, gegenüber von Lehnersberg, kann der Fluss an alten, aber noch funktionierenden Wasserwehren umgeleitet werden. Die Wehre werden bei Hochwasser geöffnet, um Überschwemmungen möglichst zu vermeiden.

### Nachbargemeinden
|                   | Dinkelscherben 7,5 km | Augsburg 23 km        |
| Thannhausen 11 km | Kompass               | Fischach 3,0 km       |
|                   | Langenneufnach 1,5 km | Schwabmünchen 15,5 km |

## Geschichte
Erstmals urkundliche Erwähnung fand Wolmuetshoven im Jahr 1135.
Von 1862 bis 1929 gehörte Wollmetshofen zum Bezirksamt Zusmarshausen und ab 1929 zum Bezirksamt Augsburg, das ab 1939 dann als Landkreis Augsburg bezeichnet wurde.
Wollmetshofen war eine selbstständige Gemeinde und wurde am 1. Juli 1972 im Zuge der Gebietsreform in Bayern in den Markt Fischach eingemeindet. Zurzeit entsteht am Ortsanfang von Fischach kommend, auf der rechten Seite ein Neubaugebiet im Höflesweg.
Die katholische Filialgemeinde Sankt Jakobus der Ältere in Wollmetshofen ist ein Manual-Benefizium der Pfarrei Sankt Michael in Fischach. Wollmetshofen liegt auf einem der Wege der Jakobspilger. Die Jakobskirche in Wollmetshofen mit dem gotischen Chor wurde im Jahre 1860 durch den Anbau des Kirchenschiffes erweitert, 1936/37 erneuert und im Jahre 1977 nochmals vergrößert.

## Sehenswürdigkeiten
Circa 500 Meter von der Ortsmitte entfernt in Richtung Norden, am gleichnamigen Grotteweg befindet sich die am 30. April 1967 geweihte Mariengrotte mit dem Namen „Maria, Mutter vom Großen Sieg“. Der Name hat seinen Ursprung durch die Schlacht am Weißen Berg. Die Grotte liegt am bayerisch-schwäbischen Jakobusweg und wird auch heute noch regelmäßig für Prozessionen genutzt.
Überreste einer Ringwallanlage, der Burgstall Hattenberg, finden sich knapp außerhalb der Ortschaft in einem Wald Richtung Ried.
Das Schloss Elmischwang, ein Ortsteil von Wollmetshofen, war ein Außensitz von mehreren Augsburger Adelsgeschlechter, später auch des fränkischen Adelsgeschlechtes von und zu Aufseß. Das Schloss selbst wurde mittlerweile in ein Altenheim umgewandelt. Hugo von und zu Aufseß ließ 1894/1895 im heutigen Weiler Lehnersberg, ebenfalls ein Ortsteil von Wollmetshofen, die gleichnamige Villa Lehnersberg als Sommerresidenz des Adelsgeschlechtes errichten.

## Wappen
| Wappen von Wollmetshofen | Blasonierung: „Silber und Blau gespalten, belegt mit einem goldenen Balken“ |
| Wappen von Wollmetshofen | Wappenbegründung: Das Wappen, das seit 1965 geführt wird, ist auf dem Wappen der Herren von Hattenberg als Lehensträger der Untervogtei zwischen Schmutter und Zusam aufgebaut. Der blaue Stern weist auf die Augsburger Kaufmannsfamilie Ehem hin als Nachfolger der Hattenberg, die rote Rose auf die Freiherren von Aufseß als Besitzer von Elmischwang. |

## Infrastruktur

### Straßenverkehr

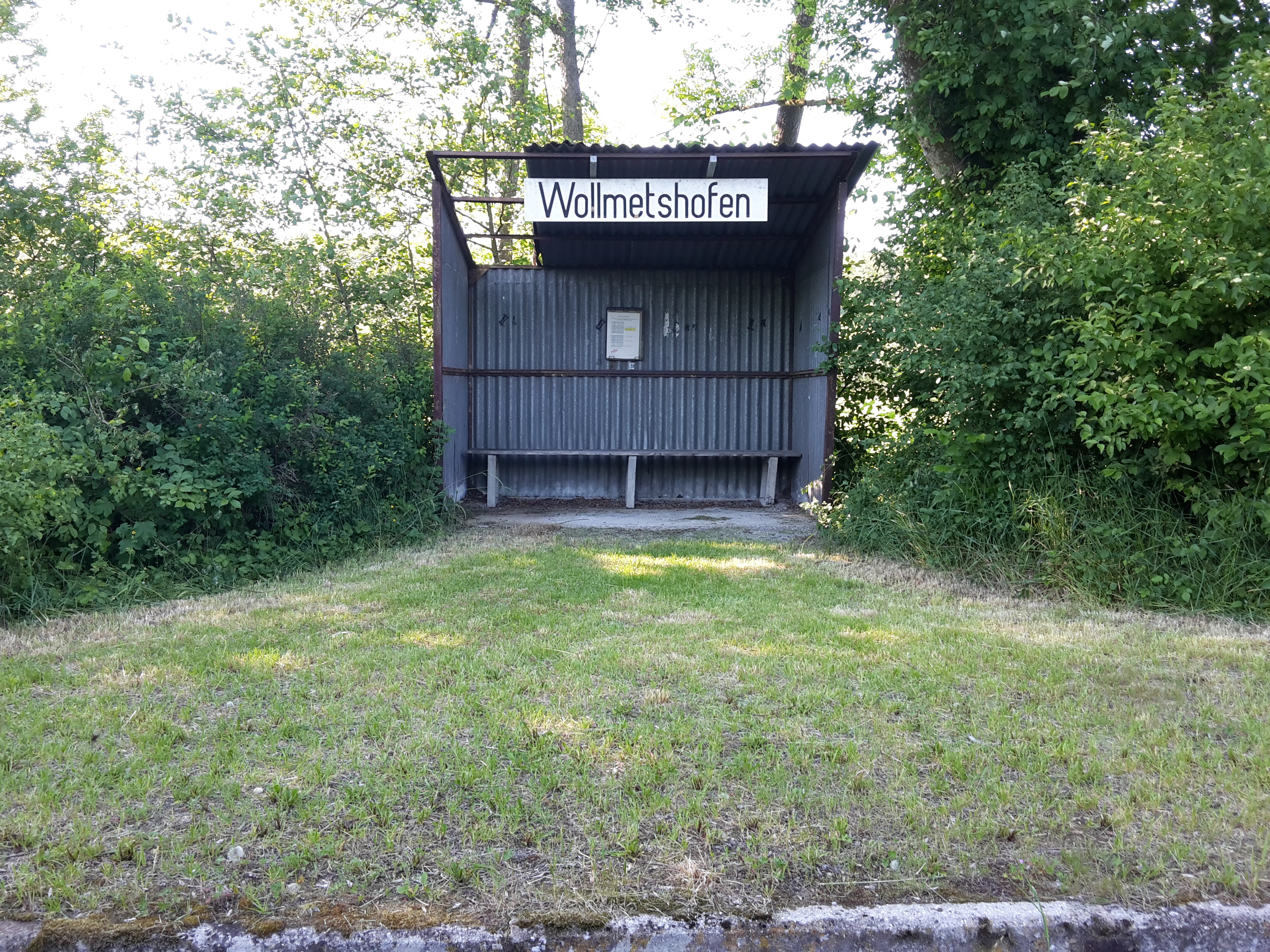
Haltepunkt Wollmetshofen

Wollmetshofen liegt an der Staatsstraße 2026 zwischen Fischach im Osten und Langenneufnach im Süden. Die drei Kilometer nördlich verlaufende Bundesstraße 300 erreicht man über die Verbindungsstraße nach Ried.
Ab Wollmetshofen verkehren mehrmals täglich verschiedene Linienbusse des AVVs nach Gessertshausen, dort besteht Bahnanschluss nach Augsburg, München und in Richtung Ulm, und nach Schwabmünchen, wo wiederum Bahnanschluss Richtung Augsburg und nach Buchloe besteht.

### Schienenverkehr
Der Haltepunkt Wollmetshofen (DS100: MWHO) liegt an der Verbindungsstraße (Freiherr-von-Aufseß-Straße, ehemals Bahnhofsstraße) zwischen dem Schloss Elmischwang und Wollmetshofen. Der Haltepunkt ist Teil der Staudenbahn von Gessertshausen nach Markt Wald ( - Türkheim). Erstmals wurde der Haltepunkt (damals noch unter Bahnhof geführt) im Jahr 1880 kartografisch erfasst. Der Name des Haltepunktes ist irreführend, da der Bahnsteig direkt an die Anlage des Altenheims bei Schloss Elmischwang anschließt, man aber von dort aus noch circa 300 Meter in die Ortschaft Wollmetshofen laufen muss. Es ist im Zuge des Ausbaus der Staudenbahn geplant, einen neuen Haltepunkt mit dem Namen Wollmetshofen zu errichten, welcher dann näher an der Ortsmitte liegt. Der bestehende Haltepunkt soll in Elmischwang umbenannt werden.
Die Strecke wird derzeit nur von einzelnen Sonderzügen befahren. Sie soll bis Dezember 2027 elektrifiziert und reaktiviert werden. Es sollen von 5 bis 24 Uhr Züge im Stundentakt verkehren, davon soll der Großteil bis zum Augsburger Hauptbahnhof durchgebunden werden.

## Vereine
Trotz der geringen Einwohnerzahl Wollmetshofen bietet das Dorf vier aktiven und zwei ehemaligen Vereinen Heimat.

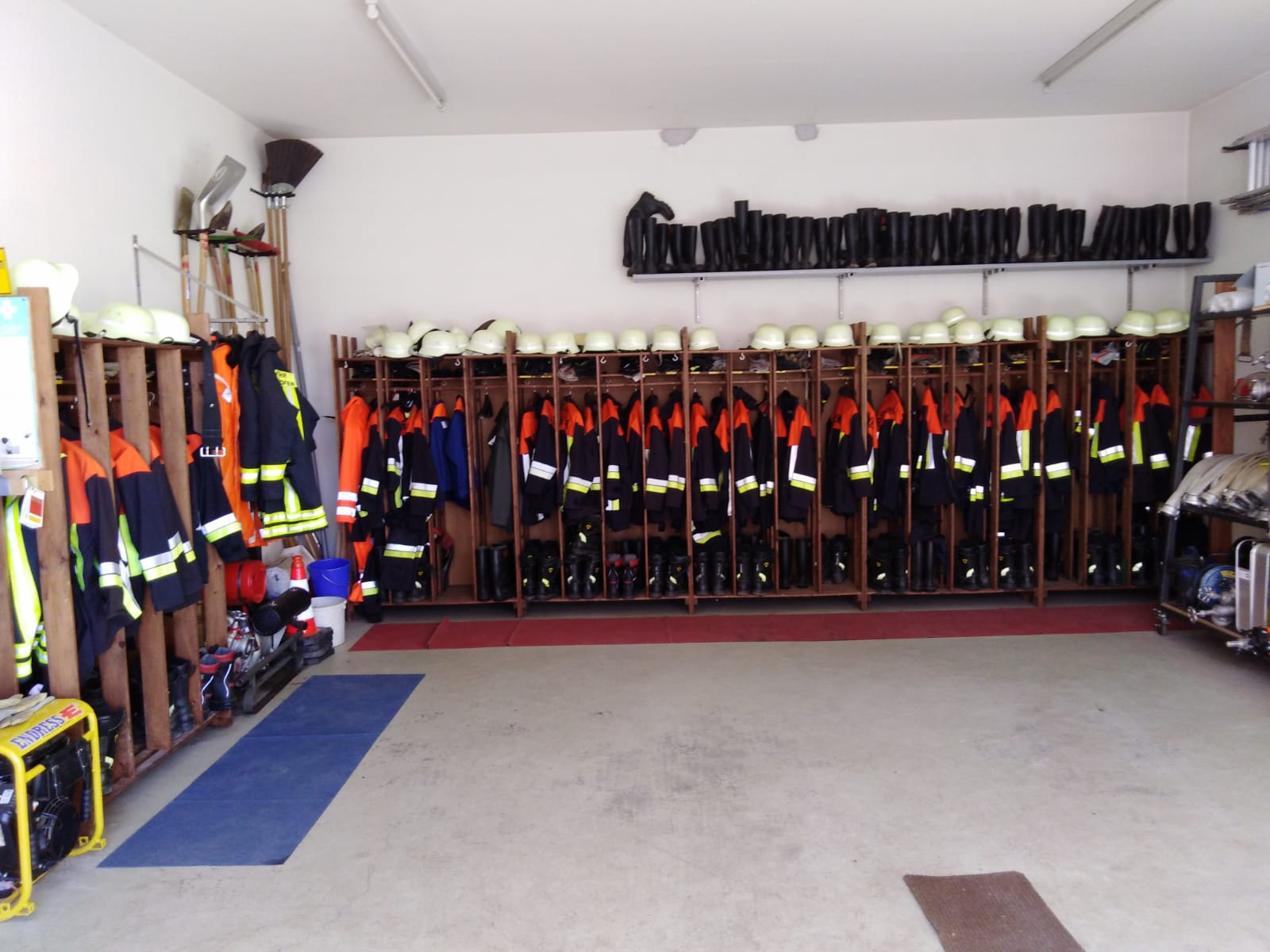
Feuerwehrhaus der Feuerwehr Wollmetshofen

### Freiwillige Feuerwehr Wollmetshofen e.V.
Die Freiwillige Feuerwehr Wollmetshofen ist der älteste Verein in der Dorfgeschichte. Gegründet wurde er am 28. Januar 1883, einsatzbereit wurde er erstmals mit 41 Mann am 2. Februar 1883 beim damaligen königlich, bayerischen Bezirksamt Zusmarshausen gemeldet. Der neu gegründete Feuerwehrverein übernahm damals die Löschgeräte der zuvor existierenden Pflichtfeuerwehr. Unter anderem auch eine heute noch erhaltene Saug- und Druckschlauchspritze, welche mittels Muskelkraft betrieben wurde. Die Freiwillige Feuerwehr betreibt aktuell ein Feuerwehrhaus mit Schulungsraum, welches am 27. September 1986 eingeweiht wurde, sowie ein Tragkraftspritzenfahrzeug von 1992 auf Basis eines Daimler 910 mit diverser Sonderbeladung. Im Jahr 2019 rückte die Feuerwehr 16 Mal zu Einsätzen aus.

### Obst- und Gartenbauverein Wollmetshofen e.V.
Am 18. Mai 1919 wurde der Vorgängerverein Obstbau- und Bienenzuchtverein Wollmetshofen gegründet. Dieser war bis zum 3. Juni 1934 aktiv, wurde dann aber durch einen zwischenzeitlich gegründeten NS-Verein stillgelegt. Über den Verein während des Zweiten Weltkrieges gibt es keine Aufzeichnungen. Am 8. März 1952 wurde auf Veranlassung des damaligen Wollmetshofer Bürgermeisters Raimund Fischer der Verein wieder gegründet und hatte fortan den Namen Obst- und Gartenbauverein Wollmetshofen e. V. Im Jahr 1957 folgte dann der Beitritt in den Kreisverband Augsburg-Land für Gartenbau und Landespflege e. V. Auf Initiative des Vereins wurde am 23. Juli 2016 ein Jakobusbrunnen auf dem Platz vor der Kirche (sog. Dorfplatz) aufgestellt. Er versorgt Pilger des bayerisch-schwäbischen Jakobusweg mit Trinkwasser. Durch eine Kooperation mit dem Verein Streuobstwiesen Stauden e. V. konnten verschiedene, heimische Säfte produziert und vertrieben werden. Im Jahr 2018 wurden über 2,2 Tonnen Obst aus Wollmetshofen zu Saft verarbeitet.

### Veteranen- und Soldatenverein Wollmetshofen e.V.
Gegründet wurde der Verein 15 Monate nach dem Ende des Ersten Weltkrieges am 1. Februar 1920. Die eigens für den Verein hergestellte Fahne wurde am Dreikönigstag 1921 von Vereinsmitgliedern aus der Taubstummenwerkstatt Dillingen a.d. Donau abgeholt. Der damalige Pfarrer Helmle aus Fischach weihte die Fahne. Am 1. Februar 2020 folgte das 100-jährige Jubiläum des Vereins.

### Schützenverein Hattenburg e.V.
Auf Initiative des damaligen Freiherren Baron Hugo von und zu Aufseß wurde der Vorgängerverein Kleinkaliber Schützenverein Wollmetshofen am 28. August 1928 gegründet. Der Baron lieferte unentgeltlich Holz und stellte den Baugrund für das erste Schützenhaus, welches im Jahr 1928 in Eigenregie erbaut und eingeweiht wurde. 1931 trat man dem Schützenbund Bayern bei und 1934 dem Gau Hochland (ebenfalls ein Überregionaler Schützenbund). Während des Zweiten Weltkrieges wurde die Vereinstätigkeit ruhen gelassen. Das damalige Schützenhaus wurde als Lagerhaus für die Landwirtschaft zweckentfremdet. 5 Jahre nach dem Krieg wurde der Verein wieder gegründet. Durch die nun fehlenden Räumlichkeiten wurde 1961 mit dem Bau eines großen Schützenhauses begonnen. Das Vereinshaus konnte bereits ein Jahr später Einweihung feiern. Parallel zur Einweihung wurde der Name des Vereins in Schützenverein Hattenburg e. V. Wollmetshofen in Anlehnung an den Burgstall Hattenberg (einer altertümlichen Ringwallanlage in einem Wald nahe dem Dorf) geändert. 1982 wurde mit einer Erweiterung des Schützenhauses begonnen. Die arbeiten erfolgten ausschließlich durch die Vereinsmitglieder und konnten ein Jahr später abgeschlossen werden. Man hatte nun acht Schießstände und einen Gastraum im Schützenhaus integriert.